# 할리우드 리뷰 오브 1929
《할리우드 리뷰 오브 1929》(The Hollywood Revue Of 1929 또는 The Hollywood Revue)는 미국에서 제작된 찰스 라이즈너 감독의 1929년 영화이다. 콘라드 나이젤 등이 주연으로 출연하였고 어빙 탈버그 등이 제작에 참여하였다.

## 출연

### 주연
- 콘라드 나이젤
- 잭 베니

### 조연
- 존 길버트
- 마리온 데이비스
- 노마 시어러
- 윌리엄 헤인즈
- 조안 크로포드
- 버스터 키튼
- 베시 러브
- 마리 드레슬러
- 클리프 에드워즈
- 찰스 킹
- 스탠 로렐
- 폴리 모란

## 기타
- 미술: 리처드 데이
- 미술: 세드릭 기븐스
- 의상: 데이비드 콕스
- 의상: 헨리에타 프레이저